# Ipomoea ternifolia
Ipomoea ternifolia es una especie fanerógama de la familia Convolvulaceae.

## Clasificación y descripción de la especie
Planta herbácea, voluble, ascendente, a veces postrada, anual; tallo ramificado, glabro a piloso; hoja pedatisecta, 7 a 11-lobulada, de 0.8 a 4.5(8) cm de largo, de 1 a 5 cm de ancho, lóbulos lineares o linear-lanceolados; inflorescencias con 1 a 3(5) flores; sépalos subiguales a desiguales, ovado-lanceolados a linear-lanceolados, de 5 a 8(10) mm de largo, generalmente los interiores más largos, glabros a un poco pilosos; corola con forma de embudo (infundibuliforme), de 2.5 a 3.5 cm de largo, de color violeta, azuloso a blanco; el fruto es una cápsula ovoide a subglobosa, de 5 a 7 mm de alto, bilocular, con 4 semillas, ovoideo-aplanadas a triquetras, de 3 a 3.5 mm de largo, puberulentas.

## Distribución de la especie
Esta especie se distribuye en el centro de México, aunque es más bien rara en el Altiplano Mexicano, en los estados de Zacatecas, Guanajuato, Nayarit, Jalisco, Colima, Michoacán, México, Morelos, Puebla, Guerrero y Oaxaca. En Centroamérica se ha colectado en El Salvador.

## Ambiente terrestre
Planta muy común en vegetación alterada de zonas cálidas, principalmente derivada de bosque tropical caducifolio. Prospera a una altitud de 20 a 1850 m s.n.m. Florece de julio a diciembre, e incluso, hasta febrero.

## Estado de conservación
No se encuentra bajo ningún estatus de protección.